# オヒアの木
「オヒアの木」は、浜崎あゆみの楽曲。2020年7月5日に配信限定シングルとしてリリースされた。

## 解説
デジタルシングルとしては2016年の『We are the QUEENS』以来、約4年7か月ぶりのリリース。また、元号が平成から令和に変わってから初の新曲となった。
これまでデビュー以来一貫して楽曲タイトルを英語にしてきたが、デビュー22年目にして自身初となる、日本語タイトル曲である。リリース直前には、4月より放映されたテレビドラマ『M 愛すべき人がいて』の最終話内のCMスポットにおいて、突如タイトル発売日もなくゲリラ発表され話題となった。
本曲は、後にシングルCDとして8月26日にリリースされたライブ映像『ayumi hamasaki COUNTDOWN LIVE 2019-2020 〜Promised Land〜 A』の初回生産限定盤（ファンクラブ限定）に付属される。なお、次作『Dreamed a Dream』もカップリング曲として収録されている。
また、作曲を担当した菊池一仁は、2006年にリリースされた40thシングル『BLUE BIRD』のカップリング曲『Beautiful Fighters』以来、14年ぶりの起用となる。

## 収録曲
1. オヒアの木 [4:36]
words : ayumi hamasaki / composition : Kazuhito Kikuchi / arrangement : Yuta Nakano

## 収録アルバム
- 『A BALLADS 2』
- 『Remember you』

## 収録ライブ映像
- 『ayumi hamasaki PREMIUM LIMITED LIVE A 〜夏ノトラブル〜』(ayumi hamasaki BEST LIVE BOX A)
  - 『A BALLADS 2』